# Перперикон
Перперѐк, наричан и Перперико̀н, е ранноисторически, античен и средновековен каменен комплекс в Източните Родопи, в територията на България, състоящ се от голямо мегалитно светилище от VI – V хилядолетие пр. Хр., паметници от античността и средновековна крепост. Смята се, че при траките, Перперек е свещен скален град, столица и крепост с царски дворец. По-късно тук са живели римляни, готи, ромеи и българи.
Перперек е обявен за паметник на недвижимото културно наследство от национално значение от 1968 г., както следва: „Област Кърджали.... № 4. 
1. Местонахождение – с. Горна крепост; 
2. Наименование – Средновековна крепост „Перперек“; 
3. Вид – Архитектурно строителен от Античността и Средновековието; 
4. Обявен в ДВ бр.67/1968 г.; 
5. Актуализация на граници и режими – писмо № 6442 от 07.08.2007 г. /протокол от 12.07.2007 г./“

## Разположение
Крепостта – скален град Перперек се намира на 15 km североизточно от днешния град Кърджали. Той заема най-високия връх (до 735 м) над долината, дълга 10 км и широка 3 – 4 км (ок. 300 – 370 м), през която тече река Перперек, ляв приток на река Арда – язовир „Студен кладенец“. Скалният град Перперек, ограден от три страни от реката, се намира на 6 км западно от село Перперек, на 2 км южно от село Горна крепост и на 4 км източно от село Стремци. Площта му е около 12 000 кв. м. Мегалитният комплекс, най-големият на Балканския полуостров, има площ от 5000 кв. м. Светилището на траките е разположено на 470 м.н.в.
Перперек е един от стоте национални туристически обекта в България.

## Наименование
Едно от най-ранните споменавания на крепостта Перперек в средновековна хроника е през втората половина на XIII век. Съгласно изследванията на проф. Петър Мутафчиев, „... в патриаршеската грамота от 1339 година под пловдивски митрополит е отбелязана и епископията на И-перперак-ион. Крепост със същото име (Перперак-ион, съкратено от ... И-перперак-ион)“ се споменава през средата на XIII век при войната между Михаил II Асен и Теодор II Ласкарис (Георги Акрополит, 108.18, около 1254 г.). Тя се намирала в Родопите и нейното име днес (януари 1930 г.) е запазено в названието Перперекдере, което носи един ляв приток на Арда, южно от Хасково. Средновековната крепост се издигала върху една височина, по десния бряг на Перперек ...".
Българските траколози категорично отказват да наричат обекта Перперикон, защото това е наименование, дадено при разкопки от XX-XXI век, без никаква опора в предходните години, столетия и хилядолетия. Всъщност Перперек е автентичното древнотракийското название на обекта и според проф. Александър Фол е единственото му възможно название. В една своя лекция разговор в Астрономическата обсерватория „Юрий Гагарин“ (Стара Загора), проведена на 11 февруари 2004 г., „бащата на тракологията“ изрично подчертава, че „пер“ и „бер“ идват от индоевропейското „пер“, което е „пир“ на хетски език и означава „скала“. Според проф. Фол, удвоеното „пер“ при названието Перперек е: „с много мощно значение на един скален връх и светилище“.
Перперек също така е мъжко тракийско име, което се среща у Омир. Проф. Фол напомня в лекцията си, че името на цяла Тракия е Перке, едно от имената, което означава „скалата“, което е запазено в наименования като Перперек, Персенк, Перин (на диалект, днес Пирин), както и Перистер – планината при гр.Битоля (в днешна Северна Македония).
Според съображенията на Николай Овчаров наименованието на мястото е свързано със златните монети перпера, известни и като златица в средновековна България. Според други автори, името на златната монета перпера е свързано с паричния дънък перпера.

## Откриване
Перперек (Перперакъ), е обект на изследване от българската историческа наука от 1931 година, когато бъдещият проф. Петър Мутафчиев го включва в студията си „Към църковно историческата география на Пловдивско“. Перперек (Перперакъ) е известен на българската археологическа наука от 1932 година, когато бъдещият проф. Иван Велков го описва, и така обектът влиза в научно обръщение. През 1938 година Перперек заедно с други прочути български крепости става част от учебната програма на българските училища. Проф. Васил Златарски включва в общото разглеждане на крепостите в Родопите и Перперек (Перперакий) по известните дотогава средновековни гръцки източници в „История на българската държава“, том III (1940, посмъртно).

## Описание и особености
В деветтомната История на България – том 3: Втора българска държава авторите на текстовете (Ст.н.с. Борислав Примов, Д-р и.н. Страшимир Лишев, Проф. Петър Петров, Ст.н.с. Соня Георгиева, Доц. Васил Гюзелев, Ст.н.с. Любомир Йончев, Лилия Радкова) и на картите (Ст.н.с. Петър Коледаров), както и 14-членния редакторски колектив с председател Проф. Димитър Косев, изразяват доказания от научната общност в България и извън нейните граници факт както за името Перперек, така и за местоположението на крепостта Перперек.
Скалистият връх, на който е съграден Перперек, е бил наричан от част от местното население „джин тепеси“ (тур.) – „Върхът на духовете“. Билото е изградено от зеолитизиран риодацитов пирокластичен поток на Белипласткия комплекс. Характерно за тези скали е, че са по-меки и податливи на климатични условия (изветряне, водна ерозия вследствие на силни дъждове и влага), както и по-лесни за обработка от хората.
Първото археологическо проучване на Перперек е проведено в края на 1960-те и началото на 1970-те години от екип на Българската академия на науките с научен ръководител проф. д-р Стамен Михайлов.
Скалното светилище Перперек представлява планински масив, в който всяка педя от скалната повърхност е била обработена от човешка ръка. На самия връх са разположени: басейн със значителни размери за местоположението, а именно – 12 m x 8 m x 6 m, скални тронове, просторни, изсечени в скалата помещения и пейки. Добре се проследява т.нар. „свещен път“, който води към т.нар. „голям храм“, помещение с приблизителни размери – 100 m х10 – 12 m и вкопаване в скалното лоно на планината, вариращо от 3 m до 4,5 m. Вътрешното пространство е проектирано на три нива. В най-източната част на храма е издялана фигура на лъв, стъпил на четирите си крака. Значително количество керамика от късната енеолитна епоха е намерено в района на старите рампи за пръст – факт, показващ, че светилището е основано и функционирало през втората половина на енеолита. В централната част на крепостта е разкрита късноантична християнска църква, еднокорабна с два притвора.

## История
През късната бронзова и ранната желязна епоха на хълма е изградено светилище. Един от археолозите, работил по този обект, Николай Овчаров, настоява, че това е светилището, посветено на бог Дионис на тракийското племе сатри (чийто жречески род били бесите), което е споменавано многократно в древногръцките писмени източници. (Макробий съобщава, че:„Научавам, че в Тракия слънцето и Либер се смята за един и същи бог. Него траките наричат Себадий, както пише Александър Полихистор и на този бог на хълма Зилмисос е посветен храм във формата на ротонда, чийто покрив в средата е открит“). Светилището е търсено от цяло столетие. То, заедно с тези на Аполон в Делфи и на Зевс в Додона ,са трите най-значими оракула в древността. Според древни легенди, в прорицалищата, върху специален олтар са извършвани винено-огнени обреди и според височината на пламъците се съдело за силата на предсказанието.
Н. Овчаров твърди, че светилището на Дионис е на Перперек, като се позовава на находки и древни източници. Еврипид в трагедията си „Хекаба“ (424 пр.н.е.) пише, „учуден, че „… някои казват, че Дионисий-Оракул се намира в Pangaion (Кушница) планина, докато други казват, че се намира в Хемус (Стара планина).“ Според произведенията на по-късни римски историци обаче Дионисий-Оракулът в Родопите е най-важното светилище. Едно от главните сведения, визиращо родопското светилище на Дионис, е на римския историк Светоний Транквил. В съчинението си „Дванадесетте цезари“ той описва прорицанието, дадено на бащата на първия римски император Октавиан Август, че синът му ще бъде господар на целия свят, като знамението за това били високо лумнали пламъци при принасянето на жертва върху олтара. В същото светилище на Александър Македонски е предречено, че ще завладее познатия свят от Египет до Индия. При „описанието на похода на Ксеркс I срещу елините през 480 г. пр. Хр. Херодот също споменава за прорицалището на Дионис“", което „… се намирало на висок връх в планината. С прорицанията в светилището се занимавали бесите; жрица давала предсказания точно както в Делфийския оракул, няма нищо различно.“
Водещи траколози, сред които е и проф. Валерия Фол, са категорично несъгласни с това предположение на Овчаров. Според проф. Валерия Фол, на Перперек не е Дионисиевото светилище, въпреки че обектът има дълъг живот като светилище, като градски и църковен център. Тя подчертава, че при връх Персенк се намират руините на едно мащабно светилище, покрай което минава древен свещен път и са налице изключително добре запазени много ранни тракийски крепости. Този маршрут според проф. Валерия Фол е бил един от най-активно използваните в древността пътни артерии в Родопите и по него може да се пресече цялата планина. Тя подчертава, че тъкмо по трасето на този път под Персенк трябва да се търси голямото светилище на Дионис.
Н. Овчаров изказва мнението, според което това място е било също епископският град, където в ранния V век Никита Ремесиански е покръстил бесите и им е дал създадената от него тракийска азбука и богослужение на тракийски език. Храмът на древния град е посветен вероятно на тракийския световен бог Загрей. Макробий (400 г.) съобщава за едно светилище с формата на овална зала.
Свещеният хилядолетен град е унищожен от османските турци в 1362 г. и жителите му са отвлечени в робство. След няколко десетилетия мястото напълно запустява. През 1837 година д-р Ами Буе включва в сборника с маршрути в Европейска Турция, част Тракия, глава XI: „Родопите или Деспото-Даг и техните пътища“ кратки данни за Перперекдере. В края на XIX в. Константин Иречек съобщава за средновековната крепост Хиперперакион, макар лично да не е посещавал местността. Интересен момент в неговото описание е фактът, че сред преобладаващите турски топоними единственият оцелял на турски е хидронимът Перперек-дере, името на реката/дерето, оформила красивата долина, над която се издига изсечената в скалите твърдина.
Разкопките на обекта започват през 2000 г. и са съпроводени от много спорни моменти относно недопустимата от научна гледна точка археологична работа и относно преобладаващия подход за надценяването на предполагаемата, но недоказана печалба, при представянето на резултатите на археологическото проучване, консервацията, опазването и експонирането на обекта.
През 2006 г. екип на „По света и у нас“ открива очевидци, които твърдят, че гробниците са били ограбени през 1990-те години.

## Обекти наречени на Перперикон

### Улица
На Перперикон е наречена улица в квартал „Дървеница“ в София (Карта).

### Астероид
През 2025 е дадено име на астероида 560085 Perperikon от неговата откривателка доц. д-р Веселка Радева. Астероидът е открит през 2015 посредством телескопите на програмата Pan-STARRS. Астероидът обикаля между Марс и Юпитер и има абсолютна величина 16,12. Ако се предположи, че астероидът има албедо в диапазона 0,05 – 0,3 (повечето астероиди попадат в този диапазон), то от абсолютната величина може да изчисли, че астероидът има предполагаем размер 1 – 4 km.

## Галерия
- Останките на древния град Перперикон
- Гробницата на владетелите